# Кедар, Двора
Двора Кедар (ивр. דבורה קידר‎, оригинальная фамилия Крамник, в замужестве Хальтер, ивр. הלטר‎; 8 июня 1924, Вильно, Польская Республика — 17 мая 2023, Тель-Авив) — израильская актриса театра и кино, лауреат двух премий «Офир» за лучшую женскую роль второго плана, премии Розенблюма и премии Академии театра Израиля за достижения карьеры.

## Биография
Родилась в 1924 году в Вильно. В полугодовалом возрасте эмигрировала в подмандатную Палестину. Первоначально жила в Хайфе, а с семи лет — в Тель-Авиве.
В детстве училась игре на фортепиано, посещала музыкальный кружок в школе. В 16 лет, по собственным словам, случайно попала на сценические пробы в театре «Габима». Комические задатки девочки понравились проводившему пробы Цви Фридланду, и её зачислили на четырёхлетние курсы в студии «Габимы». Уже во время учёбы она получала роли в массовке, хотя эта работа не оплачивалась.
Из «Габимы» молодая актриса перешла в театр сатиры «Ха-матате», где её семейная фамилия Крамник была ивритизирована, превратившись в Кедар. Во время работы в «Ха-матате» она познакомилась с осветителем Ицхаком Хальтером, бывшим на три года старше, и в 25 лет вышла замуж. В этом браке, продлившемся 54 года до смерти Хальтера в 2003 году, родились сын и дочь.
С 1949 года играла в театре «Камери», где сработалась с режиссёром Йосефом (Пепо) Мило. Когда Мило перебрался в Хайфский театр, Кедар перешла в Хайфу вслед за ним. Позже в Хайфе она присоединилась к труппе Нолы Чилтон, в которой большинство актёров были моложе неё.
С 1960-х годов снималась в кино. В 1964 году сыграла с Ариком Айнштейном и Ури Зоаром в фильме «Может, спуститесь оттуда» (ивр. אולי תרדו שם‎), в 1968 году — с Моско Алкалаем в ленте «Блудный сын» (ивр. הבן האובד‎). Также снялась в номинировавшемся на «Оскар» фильме Менахема Голана «Операция „Йонатан“». Наибольшую известность у публики принесла Кедар роль матери Бенци — одного из главных героев культовой комедии «Эскимо-лимон» и её продолжений, выходивших на экран вплоть до конца 1980-х годов.

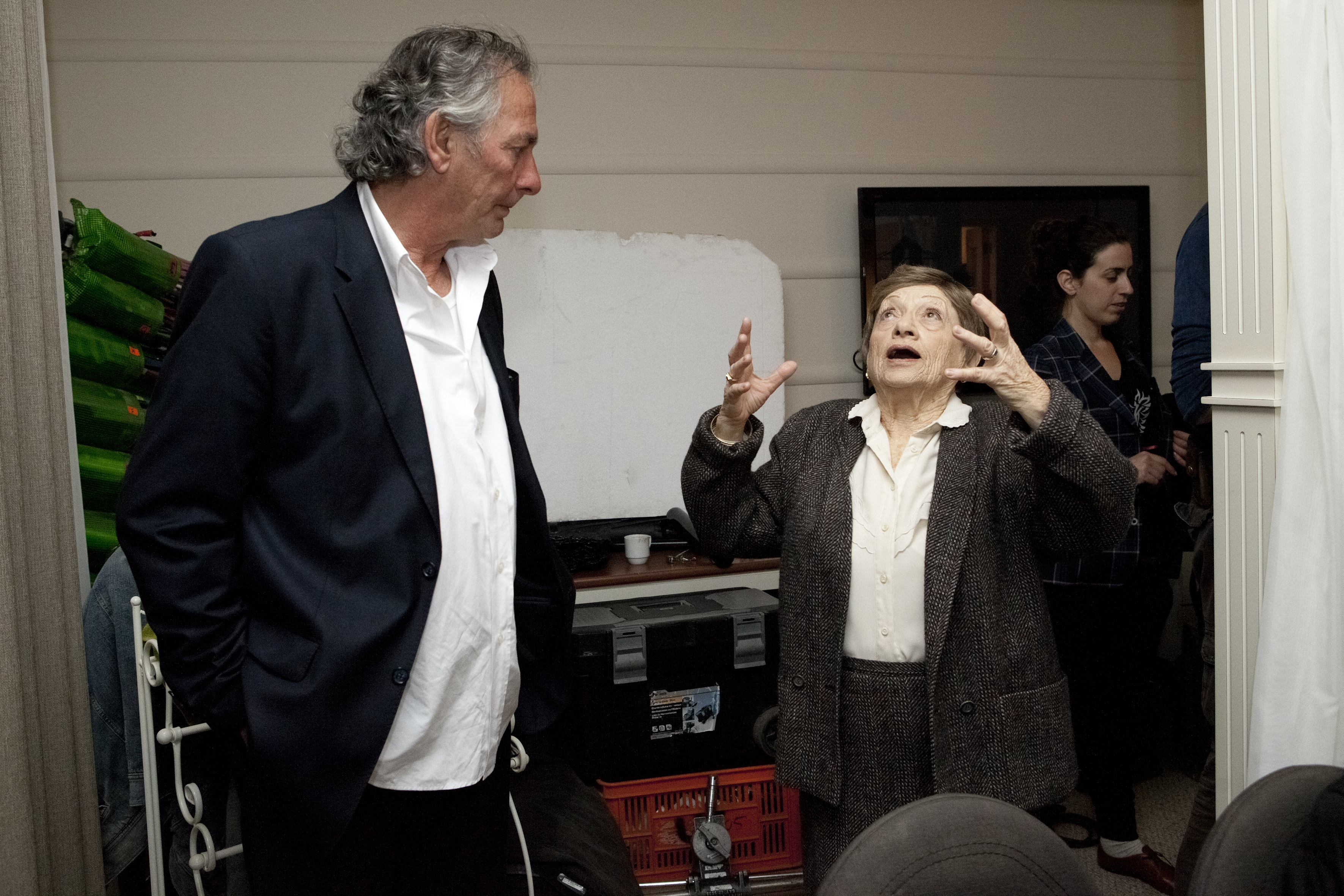
Двора Кедар в фильме «Огненные птицы»

В 1980-е годы Кедар вернулась из Хайфы в Тель-Авив, но на протяжении трёх лет не могла найти работу ни в одном театре, пока с ней не возобновил контакты художественный руководитель «Габимы» Омри Ницан. После этого она дважды уходила из «Габимы», сначала в «Бейт-Лесин», а затем в «Камери», но оба раза возвращалась, в последний раз — уже в начале XXI века. В 1993 году снялась в фильме «Месть Ицика Финкельштейна» (ивр. נקמתו של איציק פינקלשטיין‎), получив за участие в нём национальную кинопремию «Офир» за лучшую женскую роль второго плана. В 2015 году вторично завоевала эту премию за роль госпожи Гальперин — многоопытной ассистентки кинозвезды в фильме «Огненные птицы» (ивр. ציפורי חול‎). Эта роль стала последней для Кедар в кино, однако в театре она продолжала играть и после того как ей исполнилось 94 года. Скончалась на 99-м году жизни у себя дома в Тель-Авиве.

## Награды
Неоднократно завоёвывала национальные театральные и кинематографические премии. За роль в постановке театра «Бейт-Лесин» «Хамец» по пьесе Шмуэля Хасфари была удостоена впервые вручавшейся премии Академии театра Израиля за лучшую женскую роль второго плана. Также дважды завоёвывала национальную кинопремию «Офир» за лучшую женскую роль второго плана - за роли в фильмах "Месть Ицика Финкельштейна" (1993) и "Огненные птицы" (2015).
В 2002 году была удостоена театральной премии Розенблюма от мэрии Тель-Авива за достижения карьеры. Аналогичную награду от Академии театра Израиля получила в 2013 году. В 2009 году стала почётной гражданкой Тель-Авива.